# (6811) Kashcheev
(6811) Kashcheev – planetoida z pasa głównego asteroid okrążająca Słońce w ciągu 3 lat i 259 dni w średniej odległości 2,39 j.a. Została odkryta 26 sierpnia 1976 roku. Przed nadaniem nazwy planetoida nosiła oznaczenie tymczasowe (6811) 1976 QP.